# Mimela macleayana
Mimela macleayana är en skalbaggsart som beskrevs av Nicholas Aylward Vigors 1825. Mimela macleayana ingår i släktet Mimela och familjen Rutelidae. Inga underarter finns listade i Catalogue of Life.